# LeafyIsHere
Calvin Lee Vail, também conhecido como Leafy, ou LeafyisHere é um ex-YouTuber americano que foi banido do YouTube.

## Carreira
Vail começou seu canal em 2011 e enviou seu primeiro vídeo em 2013. Ele se concentra principalmente em comentários e Let's Play. Seus vídeos geralmente incluem ele falando sobre imagens de videogames como Counter-Strike: Global Offensive e Superhot. Ele acumulou 4,8 milhões de assinantes antes de desacelerar sua programação de upload e entrar em um hiato em dezembro de 2017.
De acordo com Bryan Menegus do Gizmodo, Vail zombou de um homem com deficiência de aprendizagem em 2016 e já havia zombado de um homem autista conhecido como TommyNC2010, após o que as comunidades do YouTube e Reddit se uniram a Tommy, o que levou Vail a se desculpar.
Em 2015 e 2016, Vail foi vítima de uma campanha de swatting, com repetidos telefonemas à polícia entre dezembro de 2015 e fevereiro de 2016. Naquela época, ele residia em Layton, Utah.
A conta de Vail também foi vítima de vários hacks em massa, uma vez em 2016 pelo grupo de hackers Poodlecorp e novamente por OurMine em 2017.

### Controvérsias e encerramento do canal
O canal de Vail no YouTube, LeafyIsHere, era um canal de drama, que comentava sobre fofocas envolvendo criadores de conteúdo online.
Em 2016, YouTuber Ian Carter, conhecido como iDubbbz, apresentou Leafy em um episódio de sua série 'Content Cop', criticando ele e seus vídeos por cyberbullying, entre outras coisas. No mesmo ano, Vail criticou a youtuber Evalion por apoiar o nazismo e o antissemitismo. Pouco depois de chamar a atenção para ela, Evalion foi banido do YouTube. Também naquele ano, as declarações de Vail sobre o vlogger transgênero Milo Stewart, onde ele criticava o conceito de identidade de gênero, foram retiradas do ar pelo YouTube por assédio. O vídeo foi retirado no final de 2019, depois que foi determinado que violava as diretrizes do YouTube.
Vail voltou ao YouTube de um hiato em abril de 2020 com um vídeo respondendo a Carter, após o qual ele voltou a postar com frequência. Em julho, Vail começou a criticar agressivamente a streamer Pokimane do Twitch e seus apoiadores com base em especulações sobre a vida pessoal de Pokimane. Muitos dos vídeos postados foram considerados clickbait, pois ele teria Pokimane no título e na miniatura, mas não faria referência a ela ao longo do vídeo.
Em 21 de agosto de 2020, a conta do YouTube de Vail foi encerrada definitivamente. Um porta-voz do YouTube disse que o canal violou repetidamente as políticas do YouTube sobre assédio. De acordo com o The Verge, o canal de Vail teve três violações nos três meses anteriores, como cyberbullying e encorajar os espectadores a interromper as transmissões de outras pessoas.